# Maurice Maurin
Pour les articles homonymes, voir Maurin.
Maurice Maurin, né le 19 mai 1879 à Saint-Germain-d'Esteuil (Gironde) et mort le 23 juillet 1943 à Paris, est un responsable associatif et militant socialiste français.

## Biographie
Correcteur à l'imprimerie nationale, puis à la Chambre des députés, Maurice Maurin est aussi un militant socialiste. Pendant la Première Guerre mondiale, il est proche de Jean Longuet, et exerce notamment la responsabilité de gérant du Populaire à sa création.
Il entre à la commission administrative permanente de la SFIO en 1918 et, au congrès de Tours, défend les positions des longuettistes.
Mais dans l'immédiat après-guerre, son engagement principal est dans la défense des locataires. Fondateur de l'union confédérale des locataires, qui compte rapidement 300 000 membres, il en est le trésorier en 1919, puis le secrétaire général en 1920.
Candidat aux législatives de novembre 1919 dans la Seine, sur la liste menée par Léon Blum, il n'est pas élu. Mais lorsque l'union des locataires se retrouve en grave difficulté financière, il est accusé d'avoir détourné des fonds pour financer sa campagne, ce qui lui vaut d'en être exclu. Il est sans doute finalement disculpé, car il retrouve quelque temps plus tard ses fonctions.
Membre de la CAP de la SFIO jusqu'en 1931, il fonde une petite tendance, appelée Etincelle socialiste, qui défend l'unité d'action avec le Parti communiste. Malgré le positionnement très marginal de cette tendance dans le parti socialiste des années 1920, qui lui vaut des mises en cause régulière au sein des instances, Maurin conserve son poste de délégué national permanent à la propagande générale.
Plusieurs fois candidat malheureux aux municipales à Paris, il se présente aux législatives de 1932 dans la circonscription de Clermont (Oise), mais perd près de la moitié des voix socialistes par rapport à 1928, et moins de 10 % des inscrits.
Signataire en 1933 de la motion Action socialiste portée par Louis Alleaume, il est exclu avec la plupart des animateurs de cette tendance à la fin de l'année. Sans doute réintégré rapidement, il est candidat, toujours en vain, à la législative partielle de Remiremont en 1934.
Après cette date, il ne semble plus avoir eu d'activité politique notable.